# 화성외국인보호소
화성외국인보호소(華城外國人保護所)는 대한민국 법무부의 소속기관이다. 2000년 11월 20일 발족하였으며, 경기도 화성시 마도면 화성로 739에 위치하고 있다. 소장은 서기관으로 보한다.

## 직무
- 외국인의 보호 및 강제퇴거
- 보호외국인에 대한 분류심사 및 조사
- 보호자에 대한 접견 및 입·출소관리
- 보호자의 경비 및 보호
- 보호소내의 위생관리

## 연혁
- 1992년 8월 31일: 법무부 소속으로 서울외국인수용소 설치.[2]
- 1993년 4월 1일: 서울외국인보호소로 개편.[3]
- 2000년 11월 20일: 화성외국인보호소로 개편.[4]

## 조직

### 소장
- 관리과[5]
- 사범과[5]
- 보호과[5]
- 의무과[6]